# Жукопа (Андреапольский район)
Жукопа́— посёлок сельского типа в Андреапольском районе Тверской области. В составе Луговского сельского поселения.

## География
Находится на реке Жукопа в 28 километрах к юго-востоку от районного центра Андреаполь.
В низовье реки Жукопа, в Пеновском районе, есть одноимённый посёлок Жукопа.

## История
В 1996 году посёлок Жукопа в составе Жукопского сельского округа (центр округа — соседняя деревня Горка), в нём 25 хозяйств, 50 жителей.

## Население
| 1996 | 2002 | 2010 |
| ---- | ---- | ---- |
| 50   | ↘31  | ↘18  |